# Temporada do Club Universitario de Deportes de 2022
O Club Universitario de Deportes em 2022, participou de duas competições: Campeonato Peruano e Copa Libertadores.

## Elenco
Atualizado 4 de fevereiro de 2022.
| N.°        | Nome               | País     |
| Goleiros   | Goleiros           | Goleiros |
| ---------- | ------------------ | -------- |
| 1          | José Carvallo      |          |
| 12         | Aamet Calderón     |          |
| 21         | Diego Romero       |          |
| Defensores |                    |          |
| 29         | Aldo Corzo         |          |
| 4          | Federico Alonso    |          |
| 8          | Nelinho Quina      |          |
| 30         | Piero Guzmán       |          |
| 16         | Iván Santillán     |          |
| 27         | Nelson Cabanillas  |          |
| 15         | José Cevallos      |          |
| 3          | Leonardo Rugel     |          |
| 32         | Roberto Villamarín |          |
| 31         | Holsen Cubas       |          |
| Meias      |                    |          |
| 10         | Hernán Novick      |          |
| 24         | Ángel Cayetano     |          |
| 2          | Alfonso Barco      |          |
| 25         | Gerson Barreto     |          |
| 23         | Jorge Murrugarra   |          |
| 36         | Piero Quispe       |          |
| 6          | Armando Alfageme   |          |
| 5          | Rafael Guarderas   |          |
| Atacantes  |                    |          |
| 19         | Alberto Quintero   |          |
| 20         | Alex Valera        |          |
| 11         | Luis Urruti        |          |
| 17         | Joao Villamarín    |          |
| 7          | Alexander Succar   |          |
| 18         | Tiago Cantoro      |          |
| 35         | Guillermo Larios   |          |
| 28         | Adrián Calero      |          |
| 26         | Jorge Tandazo      |          |
| Treinador  |                    |          |
|            | Álvaro Gutiérrez   |          |

### Entradas
| Jogador            | Pos. | Clube anterior                         | Ref.  |
| ------------------ | ---- | -------------------------------------- | ----- |
| Roberto Villamarín | LD   | Ayacucho FC                            | [ 2 ] |
| Alfonso Barco      | M    | CD Universidad de San Martín de Porres | [ 3 ] |
| Ángel Cayetano     | M    | Cerro Largo                            | [ 4 ] |
| Rodrigo Vilca      | V    | Newcastle United U23                   | [ 5 ] |
| Andy Polo          | A    | Portland Timbers                       | [ 6 ] |
| Joao Villamarín    | A    | Sport Boys                             | [ 7 ] |
| Jordan Guivin      | V    | Celaya FC                              | [ 8 ] |
| Claudio Yacob      | M    | Rosario Central                        | [ 9 ] |

### Saídas
| Jogador            | Pos. | Clube anterior                   | Ref.   |
| ------------------ | ---- | -------------------------------- | ------ |
| Werner Schuler     | Z    | Universidad Técnica de Cajamarca | [ 10 ] |
| Enzo Gutiérrez     | A    | Manta FC                         | [ 11 ] |
| Anthony Osorio     | A    | Atlético Grau                    | [ 12 ] |
| Roberto Villamarín | LD   | Carlos A. Mannucci               | [ 13 ] |
| Ángel Cayetano     | M    | Deportivo Maldonado              | [ 14 ] |
| Armando Alfageme   | M    | AD Tarma                         | [ 15 ] |
| Rafael Guarderas   | M    | Alianza Atlético Sullana         | [ 16 ] |
| Joao Villamarín    | A    | Atlético Grau                    | [ 17 ] |
| Alex Valera        | A    | Al-Fateh                         | [ 18 ] |

## Uniformes
| Primeiro | Segundo |

Camisa do torcedor
| Cores do Time · Cores do Time · Cores do Time · Cores do Time · Cores do Time |

70 anos do estádio Teodoro Fernández
| Cores do Time · Cores do Time · Cores do Time · Cores do Time · Cores do Time |

Homenagem a Hector Chumpitaz
| Cores do Time · Cores do Time · Cores do Time · Cores do Time · Cores do Time |

## Competições

### Campeonato Peruano

#### Torneo Apertura
| Classificação | Classificação             | Classificação | Classificação | Classificação | Classificação | Classificação | Classificação | Classificação | Classificação |
| Pos           | Time                      | PG            | J             | V             | E             | D             | GP            | GS            | SG            |
| ------------- | ------------------------- | ------------- | ------------- | ------------- | ------------- | ------------- | ------------- | ------------- | ------------- |
| 9             | Universitario de Deportes | 28            | 18            | 8             | 4             | 6             | 24            | 19            | +5            |

Partidas

Em partida disputada no estádio Miguel Grau, o Universitario venceu o Cantolao por 3 a 0 pela primeira rodada da Liga 1. Cantolao jogou com nove jogadores desde o minuto 59 e isso, de alguma forma, facilitou as coisas para o Universitario abrir com uma vitória nesta temporada.
|  | Cantolao | 0:3 | Universitario de Deportes               | Estadio Miguel Grau |
|  |          |     | Quina 71' · Valera 73' · Villamarín 76' |                     |

No estádio Monumental, a 'U' venceu o Club San Martín por 3 a 0 com dois gols de Nelinho Quina. O uruguaio Álvaro Gutiérrez estreou com vitória como treinador. Álex Valera marcou seu primeiro gol da temporada. San Martín, que chegava a este duelo com poucos dias de preparação, surpreendeu no início incomodando o Universitario e até criando ocasiões perigosas. Universitario teve um início difícil e depois encontrou o gol da vantagem.

Aos 17 minutos, Valera deu um chute que acertou a trave, o rebote veio para os pés de Nelinho Quina, que finalizou sozinho. Valera fez o segundo gol e o último foi marcado por Quina. Desta forma, a 'U' somou a sua segunda vitória no ano.
|  | Universitario de Deportes  | 3:0 | Univ. de San Martín | Estadio Monumental |  |
|  | Quina 18' 85' · Valera 71' |     | {{{golos2}}}        |                    |  |

Após as duas vitórias consecutivas, o Universitario mordeu o pó da derrota no calor de Lambayeque ao perder por 2 a 1 para Carlos Stein. O Universitario começou melhor em campo, onde não só o calor batia forte, como o mato alto impossibilitava que desenvolvessem um jogo melhor, Universitario nunca desistiu, mas o 0 a 0 ficaria no primeiro tempo. Aos 59 minutos, Federico Alonso finalizou de cabeça e colocou o Universitario na frente, aos 67, o colombiano Mena aproveitou um rebote e fez o empate. Nos minutos finais os dois times estavam muito cansados mas Carlos Stein aproveitou um erro do zagueiro Quina e fez o segundo gol.
|  | Carlos Stein          | 2:1 | Universitario de Deportes |  |  |
|  | Mena 67' · Quina 90+2 |     | Alonso 58'                |  |  |

Em casa, a equipe do Universitario de Deportes goleou o César Vallejo por um placar de 3 a 0. Aos 15 minutos, Ángel Cayetano fez o primeiro gol, Valera aproveitou um rebote deixado pelo goleiro e com um chute fez 2 a 0 aos 37 minutos, aos 72 minutos, Nelinho Quina de pênalti, colocaria a cereja no bolo e decretaria o placar de 3 a 0.
|  | Universitario de Deportes                            | 3:0 | Universidad César Vallejo |  |  |
|  | Cayetano 15' · Valera 38' · Quina Predefinição:Penal |     | {{{golos2}}}              |  |  |

Após uma eliminação precoce da Copa Libertadores, o Universitario enfrentou o Municipal. Em nova edição do clássico moderno, o Deportivo Municipal derrotou o Universitario por 2-1. Nelinho Quina e Roberto Ovelar foram expulsos.
|  | Deportivo Municipal              | 2:1 | Universitario de Deportes |  |  |
|  | Bazán 34' · Alexis Rodríguez 57' |     | Quintero 70'              |  |  |

Pela sexta rodada, o Universitario empatou em 1 a 1 em casa contra o Cienciano. Piero Guzmán marcou para o Universitario, mas Fernando Guerrero empatou no segundo tempo para o time de Cusco. Este resultado permitiu ao Universitario somar 10 pontos e ficar na quarta posição da tabela.
|  | Universitario de Deportes | 1:1 | Cienciano    |  |  |
|  | Guzmán 5'                 |     | Guerrero 47' |  |  |

O Deportivo Binacional venceu o Universitario de Deportes por 1-0, após autogolo de Quina. Universitario ficou a seis pontos do primeiro colocado. Com a derrota, o clube somou 3 jogos sem vencer.
|  | Binacional | 1:0 | Universitario de Deportes |  |  |
|  | Quina 44'  |     | {{{golos2}}}              |  |  |

Pisando no acelerador no segundo tempo, o Universitario venceu o ADT por 2 a 1 com dois gols de Alex Valera. O ADT jogou com 10 jogadores desde os 44 minutos do primeiro tempo, Universitario venceu, somou 13 pontos e ficou na sexta colocação.
|  | Universitario de Deportes | 2:1 | Asociación Deportiva Tarma |  |  |
|  | Valera 50' 71'            |     | Rengifo 16'                |  |  |

A equipa do Universitarios de Deportes conseguiu uma grande vitória na visita ao terreno do Ayacucho FC ao vencer por 2-1. O Ayacucho abriu o placar com gol de Quina, mas os merengues venceram após erro do goleiro Espinoza e gol de Andy Polo nos minutos finais. Universitario somou três pontos importantes e chegou com muita confiança no clássico do futebol peruano.
|  | Ayacucho FC | 1:2 | Universitario de Deportes |  |  |
|  | Quina 40'   |     | Espinoza 88' · Polo 90+1' |  |  |

Em um Clássico que com certeza será muito lembrado pela torcida azul e branca, o Alianza Lima goleou o Universitario por 4 a 1 no estádio Monumental. Dois gols de Jairo Concha, um de Arley Rodríguez e um de Hernán Barcos foram os gols do Alianza, que teve uma tarde de sonho. Num dos melhores 45 minutos que o Alianza Lima teve, não só soube fazer estragos com a bola, como soube defender quando as coisas, de alguma forma, se tornaram urgentes na área de Angelo Campos. 
Com a parceria entre Lavandeira, Benítez e Concha, o Alianza Lima cansou de franjar uma defesa que se mostrou bastante insegura no primeiro tempo. Foi assim que, aos 25 minutos de jogo, Lavandeira cedeu a bola a Jairo Concha e com um excelente remate fez o primeiro gol.

O Alianza Lima venceu o Clássico porque foi melhor em campo e essa diferença também se refletiu no placar, já que, aos 30 minutos de jogo, Jairo Concha recebeu novamente passe de Lavandeira e fez o segundo gol. Com a derrota por 0 a 2, o Universitario, com Piero Quispe no comando, foi com tudo para o ataque, mas o fez de forma desordenada e com poucas ideias, e isso facilitou as coisas para a defesa rival, que estava muito ordenada. A 'U', com o empurrão da sua gente, encontrou o desconto numa desgraça de Pablo Míguez, que na ânsia de interceptar um cruzamento de Santillán, acabou por marcar na própria baliza. O Alianza Lima, depois de muito boas associações, marcou o terceiro por Arley Rodríguez, após bom cruzamento de Édgar Benítez. Mas, viria mais um gol, desta vez de Hernán Barcos, que, aos 79 minutos de jogo, encerrou uma excelente tarde do Alianza no estádio Monumental.
|  | Universitario de Deportes | 1:4 | Alianza Lima                                      |  |  |
|  | Míguez 61'                |     | Concha 26' 30' · Arley Rodríguez 69' · Barcos 80' |  |  |

|  | Universitario de Deportes | 1:1 | Sport Boys  |  |  |
|  | Valera 49'                |     | Alarcón 59' |  |  |

|  | Atlético Grau | 0:1 | Universitario de Deportes |  |
|  |               |     | Valera 90+6'              |  |

|  | Universitario de Deportes  | 3:1 | Alianza Atlético |  |  |
|  | Quina 28' · Valera 41' 83' |     | Aguirre 23'      |  |  |

|  | Carlos Manucci | 0:0 | Universitario de Deportes |  |
|  |                |     | {{{golos2}}}              |  |

|  | Universitario de Deportes | 1:1 | Sporting Cristal |  |  |
|  | Zevallos 29'              |     | Chávez 35'       |  |  |

|  | FBC Melgar                  | 2:0 | Universitario de Deportes |  |  |
|  | Iberico 39' · Quevedo 90+8' |     | {{{golos2}}}              |  |  |

|  | Sport Huancayo            | 2:0 | Universitario de Deportes |  |  |
|  | Benites 32' · Perlaza 87' |     | {{{golos2}}}              |  |  |

|  | Universitario de Deportes | 1:0 | UTC          |  |  |
|  | Valera 56'                |     | {{{golos2}}} |  |  |

#### Torneo Clausura
| Classificação | Classificação             | Classificação | Classificação | Classificação | Classificação | Classificação | Classificação | Classificação | Classificação |
| Pos           | Time                      | PG            | J             | V             | E             | D             | GP            | GS            | SG            |
| ------------- | ------------------------- | ------------- | ------------- | ------------- | ------------- | ------------- | ------------- | ------------- | ------------- |
| 4             | Universitario de Deportes | 33            | 18            | 9             | 6             | 3             | 26            | 10            | +16           |

Partidas
|  | Universitario de Deportes | 1:1 | Cantolao     |  |  |
|  | Valera 2'                 |     | Pastorini 4' |  |  |

|  | Univ. de San Martín | 0:4 | Universitario de Deportes                                  |  |
|  |                     |     | Valera 45+1' (pen.) · Alonso 68' · Guivin 71' · Succar 86' |  |

|  | Universitario de Deportes | 2:0 | Carlos Stein |  |  |
|  | Novick 73' · Vilca 90+5'  |     | {{{golos2}}} |  |  |

|  | Universidad César Vallejo | 1:0 | Universitario de Deportes |  |  |
|  | Vélez 14'                 |     | {{{golos2}}}              |  |  |

|  | Universitario de Deportes | 0:1 | Deportivo Municipal |  |
|  |                           |     | Ovelar 3'           |  |

|  | Cienciano     | 1:0 | Universitario de Deportes |  |  |
|  | Beltrán 45+2' |     | {{{golos2}}}              |  |  |

|  | Universitario de Deportes | 2:0 | Binacional   |  |  |
|  | Succar 28' 48'            |     | {{{golos2}}} |  |  |

|  | ADT       | 1:1 | Universitario de Deportes |  |  |
|  | Serna 87' |     | Guivin 15'                |  |  |

|  | Universitario de Deportes | 2:1 | Ayacucho FC |  |  |
|  | Alonso 30' · Succar 75'   |     | Salazar 26' |  |  |

|  | Alianza Lima | 0:2 | Universitario de Deportes             |  |
|  |              |     | Rugel 54' · Succar Predefinição:Penal |  |

|  | Sport Boys | 0:1 | Universitario de Deportes |  |
|  |            |     | Cantoro 90+6'             |  |

|  | Universitario de Deportes | 2:0 | Atlético Grau |  |  |
|  | Quintero 40' · Novick 62' |     | {{{golos2}}}  |  |  |

|  | Alianza Atlético                  | 2:2 | Universitario de Deportes |  |  |
|  | Fernández 12' · Jeremy Canela 47' |     | Quintero 55' · Corzo 75'  |  |  |

|  | Universitario de Deportes                   | 3:0 | Carlos Mannucci |  |  |
|  | Novick 10' (pen.) · Guzmán 32' · Quispe 71' |     | {{{golos2}}}    |  |  |

|  | Universitario de Deportes | 0:0 | Sporting Cristal |  |
|  |                           |     | {{{golos2}}}     |  |

|  | Universitario de Deportes | 1:1 | FBC Melgar |  |  |
|  | Quintero 17'              |     | Pérez 16'  |  |  |

|  | Universitario de Deportes | 2:0 | Sport Huancayo |  |  |
|  | Quispe 22' 41'            |     | {{{golos2}}}   |  |  |

|  | UTC         | 1:1 | Universitario de Deportes |  |  |
|  | Arakaki 58' |     | Larios 32'                |  |  |

#### Classificação Geral
| Classificação | Classificação             | Classificação | Classificação | Classificação | Classificação | Classificação | Classificação | Classificação | Classificação |
| Pos           | Time                      | PG            | J             | V             | E             | D             | GP            | GS            | SG            |
| ------------- | ------------------------- | ------------- | ------------- | ------------- | ------------- | ------------- | ------------- | ------------- | ------------- |
| 5             | Universitario de Deportes | 61            | 36            | 17            | 10            | 9             | 50            | 29            | +21           |

### Copa Libertadores

#### Segunda fase
No Estádio Monumental de Guayaquil, o Universitario de Deportes perdeu por 2 a 0 para o Barcelona SC. O clube equatoriano derrotou o Universitario com gols de Erick Castillo aos 60' e Carlos Garcés aos 80' do confronto. O jogo começou com muito controle do Barcelona, porém, o Universitario conseguiu aguentar os ataques. No segundo tempo, o clube equatoriano encontrou a vantagem com gol de Erick Castillo, o Barcelona continuou pressionando e não desistiu de buscar ampliar a vantagem, algo que conseguiria aos 80 minutos de jogo, com gols de Carlos Garcés.
| 23 de fevereiro | Barcelona de Guayaquil       | 2 − 0     | Universitario |  |  |
| 19:30 (UTC−5)   | E. Castillo 60' · Garcés 80' | Relatório |               |  |  |

Na segunda partida, o Barcelona venceu o Universitario por 1 a 0 e, somado à vitória por 2 a 0 no jogo de ida, avançou no torneio. Enquanto o Universitario se despedia das competições internacionais.
| 2 de março    | Universitario | 0 − 1     | Barcelona de Guayaquil |  |  |
| 19:30 (UTC−5) |               | Relatório | Martínez 66'           |  |  |